# ISO 3166-2:JM
ISO 3166-2:JM é o subconjunto de códigos definido em ISO 3166-2, parte do padrão ISO 3166 publicado pela Organização Internacional para Padronização (ISO), para os nomes das principais subdivisões da Jamaica.

Os códigos referem-se às  14 paróquias. Cada código é composto de duas partes, separadas por um hífen. A primeira parte é is JM, o código ISO 3166-1 alpha-2 da Jamaica. A segunda parte é composta por dois dígitos (01–14). Os códigos são atribuídos no sentido anti-horário a partir da Paróquia de Kingston.

## Códigos atuais
Códigos ISO 3166 e nomes das subdivisões estão listados como publicado pela Maintenance Agency (ISO 3166/MA).
As colunas podem ser classificadas clicando nos respectivos botões.
| Código | Nome da subdivisão |
| ------ | ------------------ |
| JM-13  | Clarendon          |
| JM-09  | Hanover            |
| JM-01  | Kingston           |
| JM-12  | Manchester         |
| JM-04  | Portland           |
| JM-02  | Saint Andrew       |
| JM-06  | Saint Ann          |
| JM-14  | Saint Catherine    |
| JM-11  | Saint Elizabeth    |
| JM-08  | Saint James        |
| JM-05  | Saint Mary         |
| JM-03  | Saint Thomas       |
| JM-07  | Trelawny           |
| JM-10  | Westmoreland       |